# Dąbrowa (Gniezno)
Pour les articles homonymes, voir Dąbrowa.
Dąbrowa (prononciation : [dɔmˈbrɔva]) est une localité polonaise de la gmina de Trzemeszno dans le powiat de Gniezno de la voïvodie de Grande-Pologne dans le centre-ouest de la Pologne.
Elle se situe à environ 5 kilomètres au nord de Trzemeszno (siège de la gmina), à 14 kilomètres au nord-est de Gniezno (siège du powiat) et à 61 kilomètres au nord-est de Poznań (capitale régionale).

## Histoire
De 1975 à 1998, la localité faisait partie du territoire de la voïvodie de Bydgoszcz.

Depuis 1999, Dąbrowa est situé dans la voïvodie de Grande-Pologne.